# Froilà de Lugo
Froilà (Lugo, 833 - Lleó, 905) va ser un bisbe de Lleó. Venerat com a sant per l'Església catòlica, és el sant patró de les províncies de Lugo i Lleó.

## Vida
Se'n conserva una breu biografia escrita per un diaca, Joan, contemporani seu, cap a l'any 920. Froilà havia nascut a Lugo, al Regueiro dos Hortos, el 833, on va estudiar i preparar-se per a ésser sacerdot. Als divuit anys, però, té una crisi espiritual i es fa eremita.
Retirat a una cova de Ruitelán, a la comarca d'El Bierzo, les persecucions a cristians durant les revoltes mossàrabs de 850 a Còrdova fan que deixi la vida solitària per anar a l'ajut dels perseguits. Va marxar i va conèixer Atilà, sacerdot de Tarassona, amb qui emprendrà una reforma de la vida eremítica i una comunitat monàstica.
Tots dos es retiren a les muntanyes de Lleó, al mont Corueño. La gent, però, que els veia com a homes sants, acudien a l'eremitori a sentir les seves paraules; entre ells, alguns volien quedar-se a acompanyar-los en aquella manera de viure. Forçats per aquestes demandes, van fundar un monestir en la vila de Veseo.

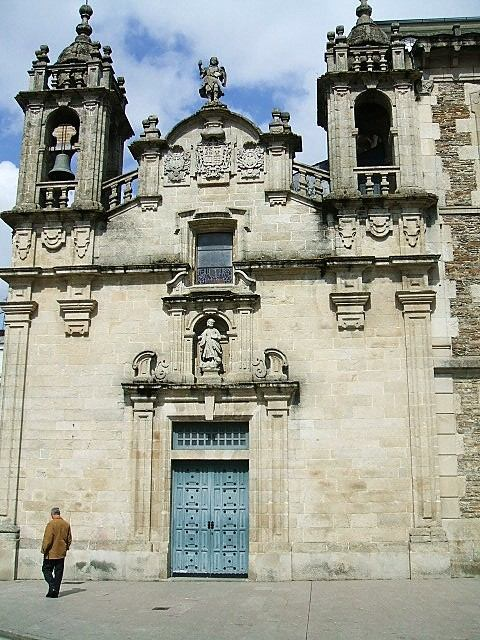
Església de S. Froilán, a Lugo

La seva fama creix i és cridat pel rei Alfons III a Oviedo, capital del regne. Vol continuar l'obra de repoblació que havia començat el seu pare pels territoris del regne astur-lleonès, fins al Duero, i va veure que l'establiment de monestirs seria propici per a colonitzar-los: Froilà seria l'encarregat de dur a terme aquestes fundacions.
Així, Froilà va recórrer el regne i va fundar dos grans monestir prop la frontera: San Salvador de Tábara, on va arribar a haver-hi 600 monjos d'ambdòs sexes (separats), i Moreruela, amb 200 monjos, tots dos a la província de Zamora.
L'any 900 va ser nomenat bisbe de Lleó, succeint el bisbe Vicente. Consagrat el 19 de maig de 900, el mateix dia el seu amic Atilà va ser consagrat bisbe de Zamora. Cinc anys després, va morir a Lleó, el 5 d'octubre de 905. Va ser enterrat a la Catedral de Lleó.

## Veneració
De ben aviat va començar a ser venerat com a sant. Amb el temps, va ser proclamat sant patró de la ciutat i la diòcesi. També és patró de la seva ciutat natal, Lugo. Les seves restes es veneren en una urna d'argent al retaule major de la catedral de Lleó.

### Llegendes
Per assegurar-se que era Déu qui el cridava a deixar la vida eremítica va sotmetre's a una prova: va ficar-se a la boca brases enceses i el foc no li va fer mal. Llavors va interpretar que era desig diví que deixés l'ermita.
Un dia que resava a la cova on era eremità, va venir un llop famolenc. Va llençar-se sobre l'ase del sant i va matar-lo, començant a menjar-se'l. Quan va arribar el sant, el llop va aturar-se i va quedar temerós, mentre Froilà li parlava d'amor i pau. El sant va prendre el llop al seu servei: com que havia matat l'ase, des de llavors, el llop l'acompanyava per a portar les sàrries i l'equipatge del sant. Sempre anava al costat del sant, tocant-li la cama dreta.